# Лоха (Еквадор)
Ло́ха (ісп. Loja) — місто в Еквадорі.

## Географія
Місто Лоха знаходиться в південній частині Еквадору, на південному кінці гірського хребта Кордильєра Реаль, за 108 кілометрів від кордону з Перу. Місто лежить на висоті в 2.380 метрів над рівнем моря. Лоха є адміністративним центром однойменної провінції (Лоха). Місто розташоване на Панамериканському шосе. Населення його складає близько 130 тисяч осіб (на 2011 рік). Клімат в цілому м'який, обумовлений гірським місцем розташування.

## Історія
Місто Лоха було засновано іспанськими конкістадорами в першій половині XVI століття в долині Катамайо, де в даний час розташований аеропорт Ла-Тома. Однак внаслідок зараження цієї місцевості малярією і після сильного землетрусу місто було перенесене на нинішнє місце в 1548 році. Лоха становить винятковий інтерес для туристів і любителів історії, так як тут повністю зберігся старовинний міський центр з чудовими пам'ятками іспанської колоніальної архітектури.
У місті відкрито два університету, Національний (Universidad Nacional de Loja) і Технічний (Universidad Technica Particular de Loja).
У Лосі народився президент Еквадору Хаміль Мауад (1998-2000).